# Михайло Савенко (юрист)
Михайло Савенко (нар. ?, Бессарабська губернія, Російська імперія — пом. ХХ ст.) — молдавський політик, член Державної ради Молдавської Демократичної Республіки. Він також був генеральним директором юстиції Республіки Молдова в уряді Пантелеймона Ерхана.

## Рада країни
Будучи українцем за національністю, він був одним із членів Крайової ради, яка утрималася при голосуванні про з'єднання Бессарабії з Румунією на сесії 27 березня 1918 року.

## Подальша діяльність
Савенко виступав проти союзу Бессарабії з Румунією. Він приєднався до групи політиків і землевласників, які були присутні на Паризькій мирній конференції, щоб підтримати російську орієнтацію Бессарабії. До цієї групи також входили Олександр Крупенський, Олександр Шмідт, Володимир Циганко та Марк Слонім. Вони поширюють інформацію про «нечувані звірства», вчинені румунською армією, такі як розправа над 53 селянами під час Хотинського повстання та катування інших невдоволених. Ці звинувачення відкидалися бессарабськими юніоністами (особливо Іоном Пеліваном та Йоном Інкулцем).

## Галерея зображень

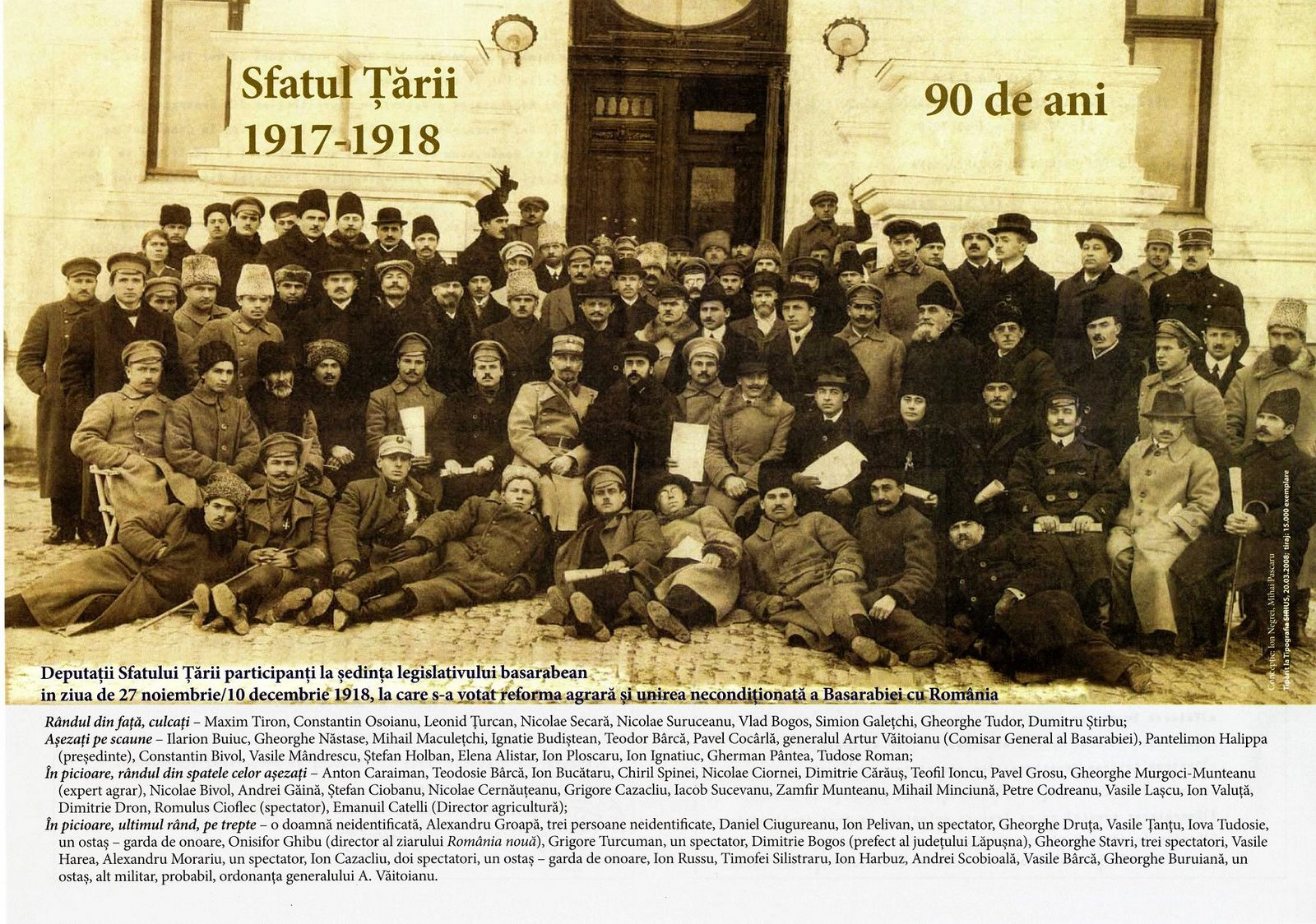
Члени Країнської Ради 10 грудня 1918 р.
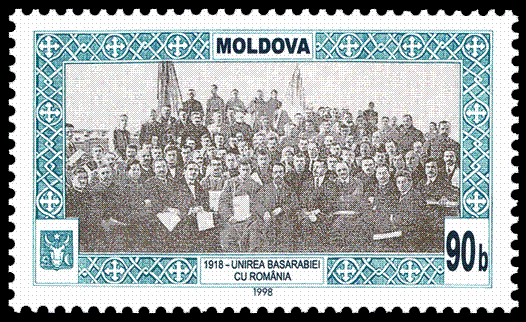
Члени Ради країни на марці Молдови 1998 року.